# Тиникеев, Мухтар Бакирович
Мухта́р Баки́рович Тинике́ев (27 сентября 1963, Караганда) — казахстанский политик.

## Биография
Происходит из подрода тока-аргын.
Родился в семье шахтёра Бакира и Марьям Тиникеевых. Отец работал в Караганде на шахтах. В семье Тиникеевых было семеро детей.

### Образование и трудовая деятельность
В 1980 году окончил карагандинскую среднюю школу № 30, сразу после чего работал электрослесарем шахты № 22 ПО «Карагандауголь». а после — Карагандинский государственный технический университет (почётным доктором технических наук которого в настоящее время является) по специальности «горный инженер-строитель» и Карагандинский государственный университет имени Е. А. Букетова по специальности «юрист».
В 1985 году принял участие в XII Всемирном фестивале молодёжи и студентов в Москве.
В 1981—1983 годах служил в Северной группе войск в Польше. После армии работал горнорабочим очистного забоя участка № 4 шахты «Кировская» ПО «Карагандауголь».
12 декабря 2017 года был избран заместителем председателя федерации профсоюзов Казахстана.

### Политическая карьера
В 1989 году Тиникеев стал представителем шахты в областном забастовочном комитете. В 1990-93 годах был народным депутатом Верховного Совета Казахской ССР 12-го созыва, членом Комитета по обороне и безопасности, а 1994-95 годах — депутатом Верховного Совета 13-го созыва и председателем подкомитета по национальной безопасности.
С 2002 года является депутатом Мажилиса Парламента Республики Казахстан (II, III, IV, V и VI созывов), членом Комитета по законодательству и судебно-правовой реформе.
Кроме того он участвовал в миротворческих миссиях МПА в Нагорном Карабахе в 1991 и в 1993 годах, в Грузино-Абхазском конфликте в 1994 году и на Таджико-Афганском участке в 1995-м.
С 1992 года Тиникеев является членом Ассамблеи МПА СНГ, а с 2005 — председателем постоянной комиссии МПА ЕврАзЭС по правовым вопросам.
Обладатель премии «Народный любимец года» (2012) в номинации «Неутомимый депутат».
Офицер запаса.

## Спорт
Мухтар Тиникеев является мастером спорта, Президентом Всемирной федерации Номад ММА, сопредседателем Республиканского Союза Боевых искусств Казахстана.

## Награды
- Орден «Парасат»
- Орден «Курмет»
- имеет правительственные награды
- Орден «Шахтерская Слава» III, II и I степени
- Медаль «За укрепление парламентского сотрудничества» (28 ноября 2013 года, Межпарламентская ассамблея СНГ) — за особый вклад в развитие парламентаризма, укрепление демократии, обеспечение прав и свобод граждан в государствах — участниках Содружества Независимых Государств[1]
- Медаль «МПА СНГ. 25 лет» (27 марта 2017 года, Межпарламентская ассамблея СНГ) — за заслуги в деле развития и укрепления парламентаризма, за вклад в развитие и совершенствование правовых основ функционирования Содружества Независимых Государств, укрепление международных связей и межпарламентского сотрудничества[2]
- Почётная грамота Межпарламентской Ассамблеи Евразийского экономического сообщества (26 мая 2006 года) —  за активное участие в деятельности Межпарламентской Ассамблеи, заслуги в развитии межпарламентского сотрудничества[3]